# Dagesztán közigazgatása

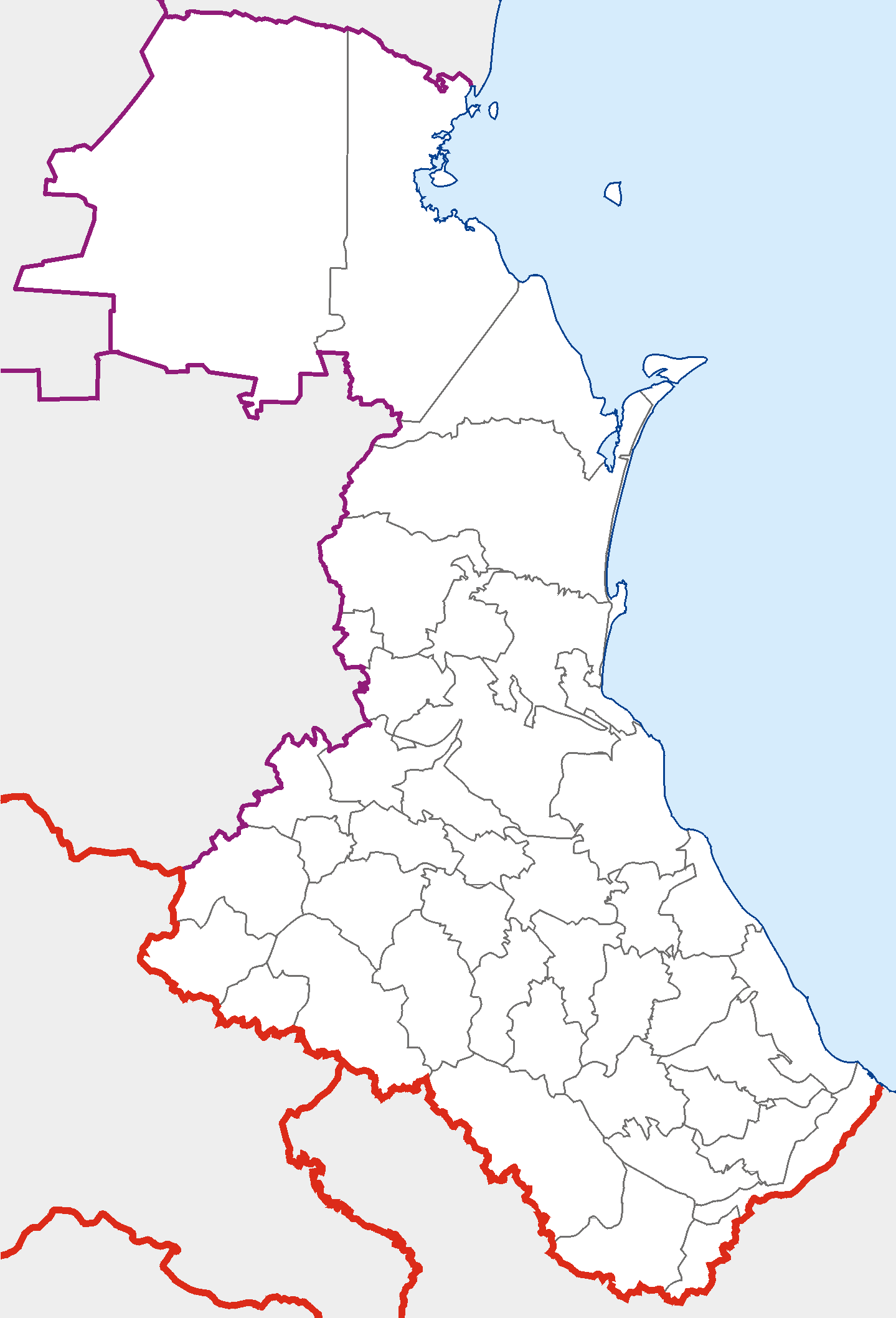
Dagesztán közigazgatási felosztása

Dagesztán közigazgatási felosztása: 
(Zárójelben az orosz nevek szerepelnek.)
- A Köztársaság alá tartozó városok:
  - Mahacskala (Махачкала) (főváros)
    - A városhoz tartozó kerületek:
      - Kirovszkij (Кировский)
        - Városi típusú települései:
          - Lenyinkent (Ленинкент)
          - Szemender (Семендер)
          - Szulak (Сулак)
          - Samkal (Шамхал)

        - Négy szelszovjet („vidéki tanács”).

      - Lenyinszkij (Ленинский)
        - Városi típusú települései:
          - Novij Kjakulaj (Новый Кяхулай)

        - Két szelszovjet.

      - Szovjetszkij (Советский)
        - Városi típusú települései:
          - Alburikent (Альбурикент)
          - Kjakulaj (Кяхулай)
          - Tarki (Тарки)

  - Bujnakszk (Буйнакск)
  - Dagesztanszkije Ognyi (Дагестанские Огни)
  - Derbent (Дербент)
  - Izberbas (Избербаш)
  - Kaszpijszk (Каспийск)
  - Haszavjurt (Хасавюрт)
  - Kiziljurt (Кизилюрт)
    - Városi típusú települései:
      - Bavtugaj (Бавтугай)
      - Novij Szulak (Новый Сулак)

    - Egy szelszovjet.

  - Kizljar (Кизляр)
    - Városi típusú települései:
      - Komszomolszkij (Комсомольский)

  - Juzsno-Szuhokumszk (Южно-Сухокумск)
- Rajonok (járások):
  - Agul járás (Агульский)
    - 10 szelszovjet.

  - Ahti járás (Ахтынский)
    - 13 szelszovjet.

  - Ahvahi járás (Ахвахский)
    - 13 szelszovjet.

  - Akusai járás (Акушинский)
    - 25 szelszovjet.

  - Babajurti járás (Бабаюртовский)
    - 15 szelszovjet.

  - Bezstai járás
  - Botlihi járás (Ботлихский)
    - 20 szelszovjet.

  - Bujnakszki járás (Буйнакский)
    - 20 szelszovjet.

  - Csarodini járás (Чародинский)
    - 12 szelszovjet.

  - Dahadajevi járás (Дахадаевский)
    - Városi típusú települései:
      - Kubacsi (Кубачи)

    - 24 szelszovjet.

  - Derbenti járás (Дербентский)
    - Városi típusú települései:
      - Belidzsi (Белиджи)
      - Mamedkala (Мамедкала)

    - 27 szelszovjet.

  - Dokuzparai járás (Докузпаринский)
    - 8 szelszovjet.

  - Gergebili járás (Гергебильский)
    - 10 szelszovjet.

  - Gumbeti járás (Гумбетовский)
    - 15 szelszovjet.

  - Gunyibi járás (Гунибский)
    - 18 szelszovjet.

  - Karabudahkenti járás (Карабудахкентский)
    - Városi típusú települései:
      - Acsi-Szu (Ачи-Су)
      - Manasz (Манас)

    - 12 szelszovjet.

  - Kajakenti járás (Каякентский)
    - 14 szelszovjet.

  - Kajtag járás (Кайтагский)
    - 16 szelszovjet.

  - Kazbeki járás (Казбековский)
    - Városi típusú települései:
      - Dubki (Дубки)

    - 11 szelszovjet.

  - Haszavjurti járás (Хасавюртовский)
    - 42 szelszovjet.

  - Hivi járás (Хивский)
    - 15 szelszovjet.

  - Hunzahi járás (Хунзахский)
    - 23 szelszovjet.

  - Kiziljurti járás (Кизилюртовский)
    - 13 szelszovjet.

  - Kizljari járás (Кизлярский)
    - 22 szelszovjet.

  - Kulini járás (Кулинский)
    - 12 szelszovjet.

  - Kumtorkalai járás (Кумторкалинский)
    - Városi típusú települései:
      - Tyube (Тюбе)

    - 6 szelszovjet.

  - Kurahi járás (Курахский)
    - 11 szelszovjet.

  - Lak járás (Лакский)
    - 19 szelszovjet.

  - Levasi járás (Левашинский)
    - 26 szelszovjet.

  - Magaramkenti járás (Магарамкентский)
    - 22 szelszovjet.

  - Nogaj járás (Ногайский)
    - 10 szelszovjet.

  - Novolakszkojei járás (Новолакский)
    - 12 szelszovjet.

  - Rutul járás (Рутульский)
    - 17 szelszovjet.

  - Szergokalai járás (Сергокалинский)
    - 15 szelszovjet.

  - Samili járás (Шамильский)
    - 25 szelszovjet.

  - Szulejman Sztalszkij járás (Сулейман-Стальский)
    - 16 szelszovjet.

  - Tabaszaran járás (Табасаранский)
    - 22 szelszovjet.

  - Tarumovkai járás (Тарумовский)
    - 13 szelszovjet.

  - Tljaratai járás (Тляратинский)
    - 18 szelszovjet.

  - Cumagyini járás (Цумадинский)
    - 23 szelszovjet.

  - Cuntini járás  (Цунтинский)
    - 11 szelszovjet.

  - Uncukuli járás (Унцукульский)
    - Városi típusú települései:
      - Samilkala (Шамилькала)

    - 11 szelszovjet.

## Külső hivatkozások
- Official Website of Tsumadinsky District, Republic of Dagestan Archiválva 2022. augusztus 29-i dátummal a Wayback Machine-ben

## Fordítás
- Ez a szócikk részben vagy egészben  az   Administrative divisions of Dagestan című angol Wikipédia-szócikk ezen változatának fordításán alapul.  Az eredeti cikk szerkesztőit annak laptörténete sorolja fel. Ez a jelzés csupán a megfogalmazás eredetét és a szerzői jogokat jelzi, nem szolgál a cikkben szereplő információk forrásmegjelöléseként.